# Dendrochilum muluense
Dendrochilum muluense är en orkidéart som beskrevs av Jeffrey James Wood. Dendrochilum muluense ingår i släktet Dendrochilum och familjen orkidéer. Inga underarter finns listade i Catalogue of Life.